# Юдин, Игорь Викторович
Игорь Викторович Юдин (род. 4 июня 1954, Новосибирск) — российский хормейстер и дирижёр. Художественный руководитель и главный дирижёр камерного хора Новосибирской Хоровой капеллы(переименованной в 2015г.)Новосибирской государственной филармонии. Народный артист Российской Федерации (2005).

## Биография
Игорь Юдин родился 4 июня 1954 года в Новосибирске. С 1972 года преподавал в детской музыкальной школе Тогучина. В 1974 году начал руководить любительскими вокальными ансамблями, работал хормейстером в Новосибирском государственном академическом театре оперы и балета, преподавал в Новосибирском музыкальном училище. В 1975—1980 годах — певец-хормейстер Любительского камерного хора Новосибирского отделения Всероссийского хорового общества. С 1981 года — певец-хормейстер Камерного хора Новосибирской филармонии. С 1986 года — художественный руководитель и главный дирижёр этого хора.
В 1980 году окончил дирижёрско-хоровой факультет Новосибирской консерватории (класс В. Б. Серебровского). В 1986 году окончил аспирантуру Новосибирской консерватории. С 1990 года преподаёт на кафедре хорового дирижирования Новосибирской консерватории, с 2004 года — заведующий кафедрой. Руководит студенческим хором Новосибирской консерватории.
Игорь Юдин предложил создать «Региональное певческое объединение» для осуществления масштабных проектов сибирских хоровых коллективов. Он стал одним из организаторов фестиваля-конкурса детских хоров общеобразовательных школ Новосибирска «Поющая школа». Принимал участие в организации хоровых фестивалей в Новосибирске.

## Награды и звания
- Заслуженный деятель искусств Российской Федерации (29 декабря 1994) — за заслуги в области театрального искусства[5]
- Филармоническая премия «Золотой ключ» (1999)[4]
- Премия Мэрии Новосибирска «Человек года» в номинации «Культура и искусство» (2001)[3]
- Медаль «За вклад в наследие народов России» (2003)[3]
- Орден святого благоверного князя Даниила Московского III степени (2004)[3]
- Народный артист Российской Федерации (2005)[4]
- Знак «За заслуги перед Новосибирской областью» (2014)[3]
- Медаль Жукова[3]
- Медаль Покрышкина[3]